# Винпром Русе
Винпром Русе е българска компания, произвеждаща алкохолни напитки.
През 2003 година заводът е закупен от руски собственици. Регистрирано е ново дружество Московски междурепубликански винарски заводи с президент Евгений Калабрин. Директор на Винпром Русе е Наталия Казакова. Заводът е сертифициран по ISO 9002. Произвежда се продукция, както за страната, така и за Русия, Чехия, Япония, Полша, Великобритания, Холандия, Германия, Дания, Прибалтийските републики, САЩ и Канада и др.
През 1999 г. е закупена земя с цел създаване на лозов масив. Избраните терени са с обща площ 2280 дка. и се намират в община Нова Загора. Първоначално са засадени 200 дка. от сорт Мерло и предстои засаждането на останалата част.